# Гуго Сімберг
Гуго Сімберг (фін. Hugo Simberg, нар.24 червня 1873, Гаміна — пом.12 липня 1917, Егтярі) — фінський художник і графік, найбільший представник фінського символізму. Відомий своїми творами, котрі представляють багатопланові образи, життя і смерть, янголів і чортів.
Гуго Сімберг є автором частини розписів і вітражів собору Іоанна Богослова в Тампере. Його картина «Поранений янгол», на якій зображені двоє хлопчиків, що несуть янгола на ношах, є візитною карткою північного символізму і є дуже популярною у оформленні різних обкладинок та ілюстрацій.

## Біографія
Народився у великій родині військового. У віці восьми років разом з сім'єю переїхав до Виборгу, який був у той час одним з культурних центрів Фінляндії. Сім'я влітку виїжджала на узбережжя Фінської затоки в Ніеменлаутту. Вже ставши відомим художником, Хуго побудував студію на березі затоки, і берегові пейзажі почали займати помітне місце в його творах.
У 1891 році вступив до виборзької малювальної школи любителів мистецтв, пізніше (1893–1895) навчався в Художній школі Фінського мистецького товариства в Гельсінкі, де одним з його викладачів була відома художниця Хелена Шерфбек. Не закінчив жодну з них, оскільки йому не сподобалося викладання. Вирішивши отримати освіту самостійно, Хуго Сімберг звернувся до Акселі Галлен-Каллела, найбільшого фінського художника-символиста, що жив у сільській місцевості в Руовесі, поблизу Тампере. У періоді між 1895 і 1897 роками Сімберг тричі брав уроки у Галлен-Каллела. У 1895 році він відчув сильне вплив Арнольда Бекліна, написавши, що той «є художником від Бога, і перед ним всі повинні схилитися».
У 1896 році Сімберг подорожував Європою, відвідавши Лондон і Париж, познайомився із сучасним європейським мистецтвом. Найбільший вплив на нього зробили Едвард Берн-Джонс і прерафаеліти. Згодом він ще двічі працював в Парижі тривалі періоди часу, у 1903–1904 і 1910 роках. Восени 1896 року він вперше взяв участь в Осінній виставці фінських художників і представив кілька картин, які отримали доброзичливі відгуки критики. Ці картини були виконані у стилі, характерному для всієї творчості Сімберга, що об'єднував символізм з фольклорними мотивами. У 1897 році він відвідав Італію, де на нього сильне враження справили роботи майстрів Відродження XVI століття.

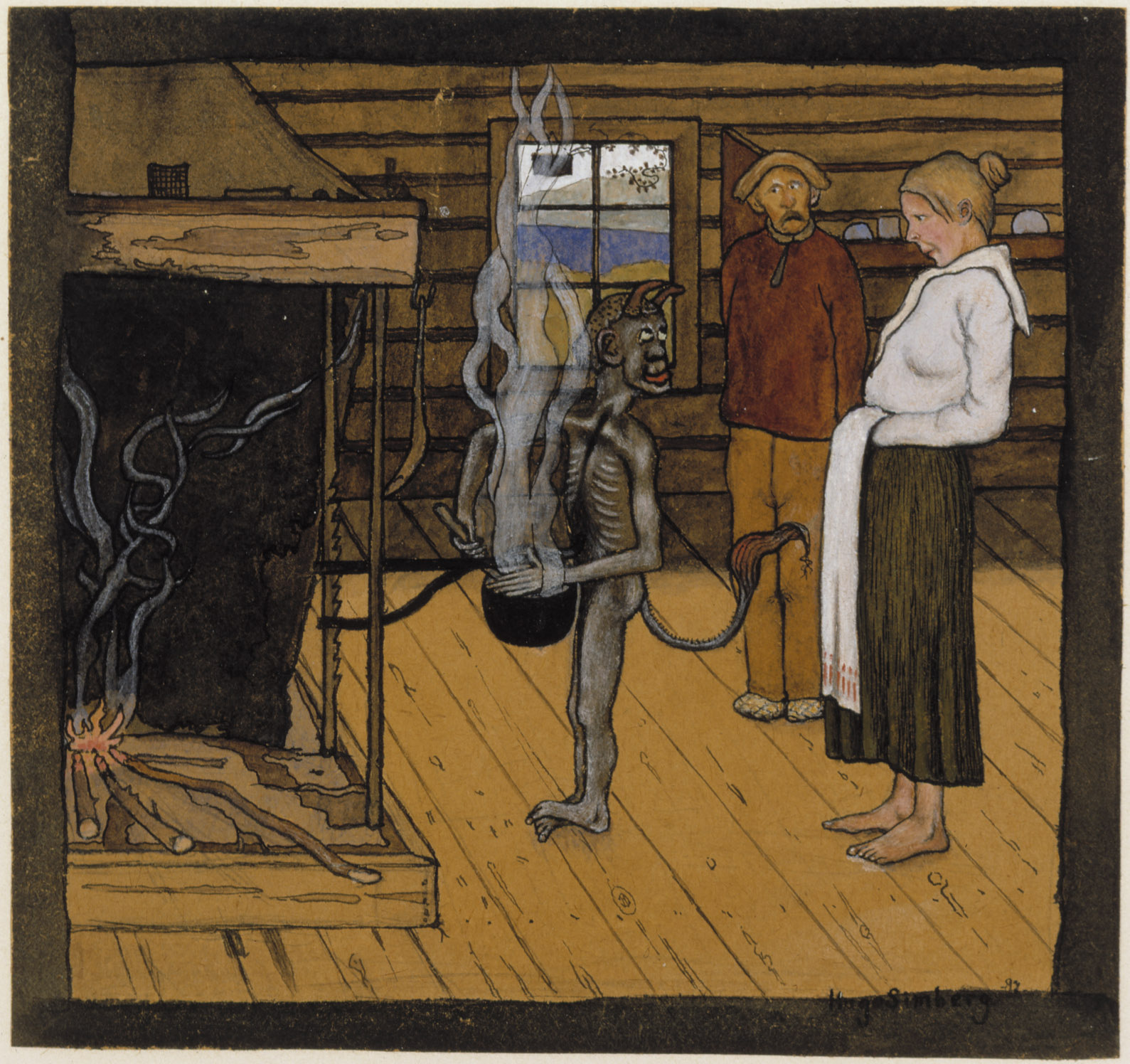
Чорт біля котла (акварель, 1897)
Галерея Атенеум, Гельсінкі

У 1898 році його роботи, представлені на осінню виставку, знову отримали доброзичливі рецензії, після чого Хуго Сімберг був прийнятий до Спілки художників Фінляндії і отримав посаду викладача живопису у виборзькій малювальній школі любителів мистецтв. У 1899 році він подорожував Кавказом з Тифліса до Дагестану. Результатом стали гірські атмосферні пейзажі з навмисно посиленими кольорами.
На Всесвітній виставці 1900 року у Парижі він отримав почесний диплом за картину «Осінь» (1895). Восени 1902 року у художника трапився серйозний нервовий зрив, і до весни 1903-го він лікувався в лікарні Калліо в Гельсінкі. Після виходу з лікарні він створив найвідомішу свою картину, «Поранений янгол». Ще у 1902 році художник отримав стипендію для подорожі Європою, на кошти якої у 1903–1904 роках він відвідав Італію, Іспанію, Північну Африку, а також працював у Франції. У 1904 році він виграв першу премію на національному конкурсі портретного живопису. У тому ж році отримав замовлення на розписи церкви (пізніше собору) Іоанна Богослова в Тампере. У 1907 році Сімберг через Лондон здійснив подорож до Нью-Йорку. Повернувшись до Фінляндії, він зайняв місце викладача в Художній школі Фінського мистецького товариства в Гельсінкі, і займав його до своєї смерті в 1917 році. У 1908 році двадцять робіт Сімберга були відібрані для участі у виставці фінського мистецтва у Парижі, першій великій такій виставці за межами Фінляндії. З 23-х художників, що взяли участь у виставці, лише два (Галлен-Каллела і Енкель) представили більше своїх робіт. Останню свою закордонну подорож Сімберг зробив у 1910 році, відвідавши Нідерланди, Бельгію і Францію, де він знову зміг залишитися на тривалий час, завдяки отриманій ним стипендії. Після 1910 року Хуго став все більше втомлюватися від художніх кіл Гельсінкі і поступово відходив від живопису. Відомо дуже мало робіт художника цих років; в основному це малі графічні твори. У 1910 році одружився з Ганною Бремер, у них було двоє дітей.
Сімберг не любив роз'яснювати символіку своїх творів, і тому вони залишаються відкритими для інтерпретацій.
Більшість творів Сімберга, що збереглися — графічні роботи. Переважна більшість його творів знаходиться у Фінляндії, багато в музеях Гельсінкі і Тампере. Найбільше зібрання його робіт належить Національній галереї Фінляндії (галерея Атенеум).

## Творчість

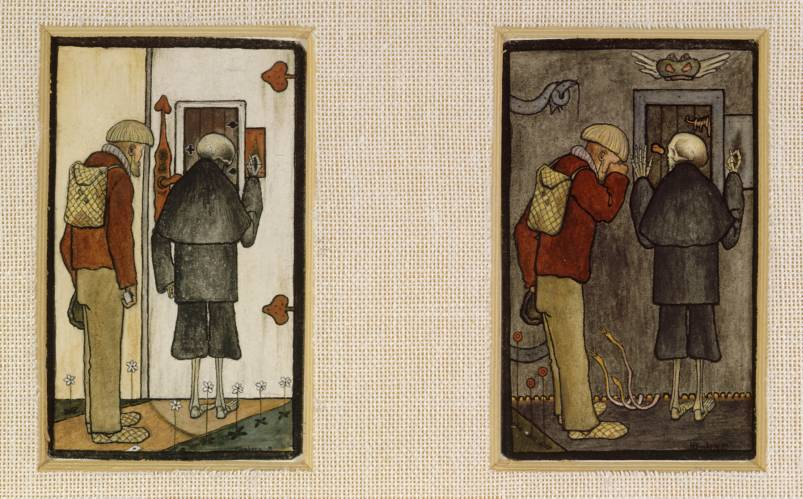
Селянин і Смерть перед вратами Раю і Пекла (дві акварелі, наклеєні на полотно, 1897).
Галерея Атенеум, Гельсінкі

Наприкінці XIX століття у фінському живописі почався процес відходу від академічної традиції. Одна з гілок, повторюючи еволюцію Поля Ґоґена і понт-авенськой школи, слідувала шляхом символізму і модернізму, оріентіруясь на мистецтво раннього («примітивного») Відродження і готики, а також на традиційні культури. Головним представником цієї течії в Фінляндії був Акселі Галлен-Каллела, у якого навчався Хуго Сімберг.
Уже в ранніх роботах художника помітні риси примітивізму, які пізніше розвиваються і стають важливою частиною його творчості. Ранні малоформатні роботи Сімберга нагадують ілюстрації до середньовічних рукописів. Вони з'явилися саме в той час, коли він навчався у Галлен-Каллела. Останній працював в кінці 1890-х років в основному над великими композиціями, присвяченими епічним мотивам. Ці теми абсолютно не цікавили Сімберга, і він взяв у вчителя у першу чергу простоту творів та зображення природи як джерело натхнення. Першими його творами, створеними в Руовесі, були гуаші, що зображували мороз і осінь. За наполяганням Галлен-Каллела Сімберг пізніше створив варіанти цих же творів в темпері, оскільки темпера надавала картинам архаїчного характеру, що нагадував про старих майстрів.
Незважаючи на істотне вплив, який на Сімберг справляли різні майстри, в першу чергу Галлен-Каллела, Беклін і Магнус Енкель, він ніколи не намагався копіювати їх стиль. Більш того, творчість художника є суто індивідуальною і не схожа ні на одного з цих художників. Так, наприклад, у творах Галлен-Каллела смерть однозначно є трагедією, і картини, що зображують її, як, наприклад, триптих «Айно», сповнені драматизму. В картинах Сімберга смерть є одним із персонажів і сприймається набагато легше, скоріше як попутник і розрадник. Творчість Сімберг перш за все порівнюють не з Галлен-Каллелом або Бекліном, а з містиками і візіонерами — англійським поетом і художником Вільямом Блейком і рано померлим шведським художником Іваром Аросеніусом.
Основною рисою, що проходить через усю творчість Хуго Сімберга, є багатоплановість і символічність його образів. Його твори сповнені образами янголів і дияволів, багаторазово зображені життя і смерть в різних іпостасях. Два улюблених його персонажи — чорт і смерть. Коли в роботах Сімберга з'являються люди, це найчастіше діти, оскільки вони ще не втратили контакту з природою, і можуть найбільш безпосереднім чином висловити навіть складні ідеї. У творчості Сімберга розвинувся містичний символізм, що виражався в одухотворенні природи, поданні її в гротескній формі, зачарування ідеєю зла і людської трагедії.

### «Поранений янгол»

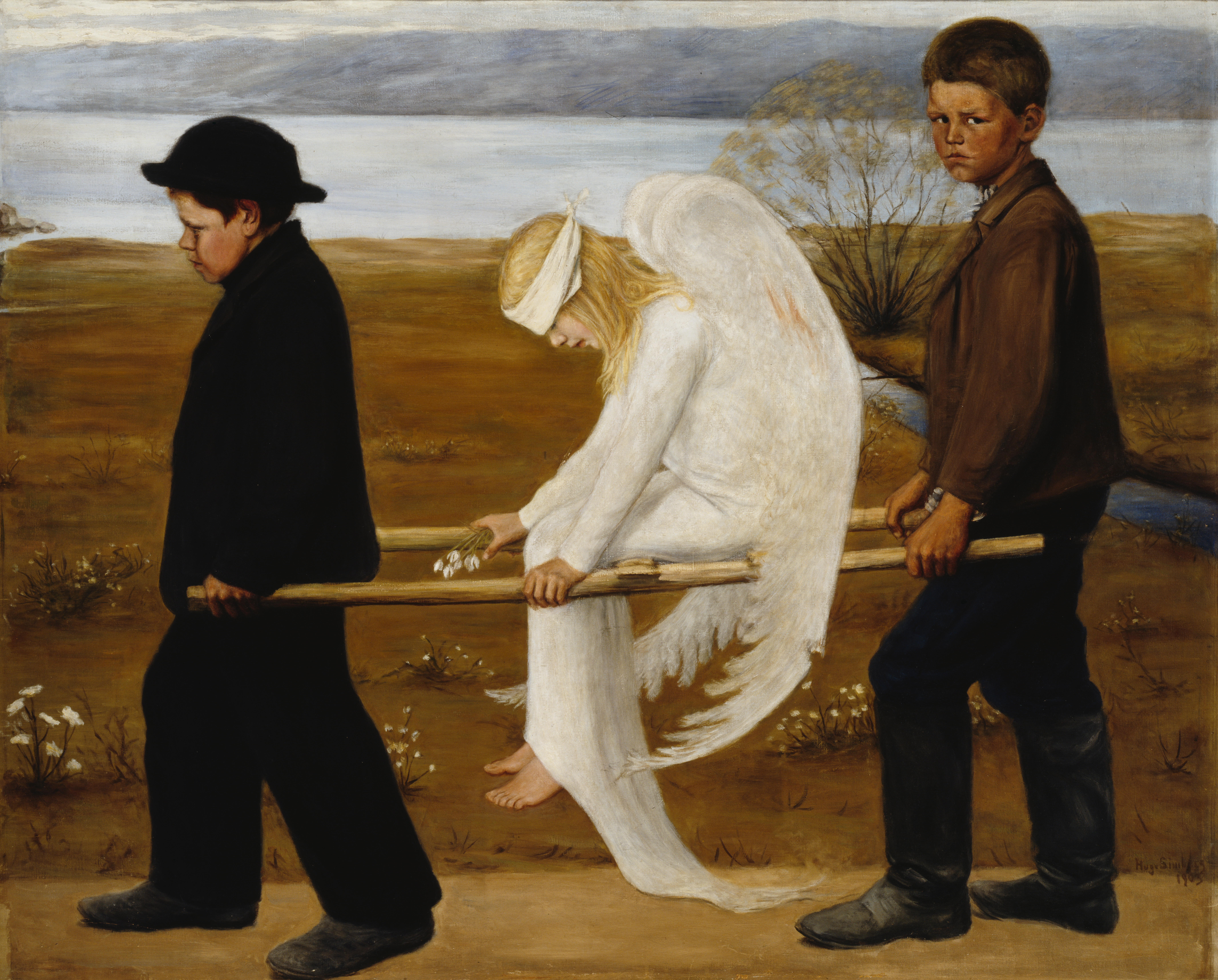
«Поранений янгол» (1903)
Галерея Атенеум

«Поранений янгол» — найвідоміша картина Сімберга. Вона зіграла істотну роль у визнанні його як помітного явища у фінському живописі.
Гуго Сімберг створив цю картину після виходу з лікарні у 1903 році. На ній зображені два хлопчики, що несуть янгола на ношах. Пейзаж навмисно зроблено суворим і сумним, але умиротвореним. Картина може символізувати, залежно від інтерпретації, як земне начало, що допомагає духу, так і дух, що потопає в земному началі.
На найпростішому рівні розуміння картина символізує дитячу невинність. Другий план складається з почуттів художника, що повертається до життя після важкої хвороби. Життя та ідеали змішані з близькістю смерті і ефемерністю живого. Темні костюми хлопчиків можуть бути також зрозумілі як символ смерті. Один із хлопчиків повернувся до глядачів, даючи їм зрозуміти, що теми життя і смерті мають до них пряме відношення.

### «Сад смерті»

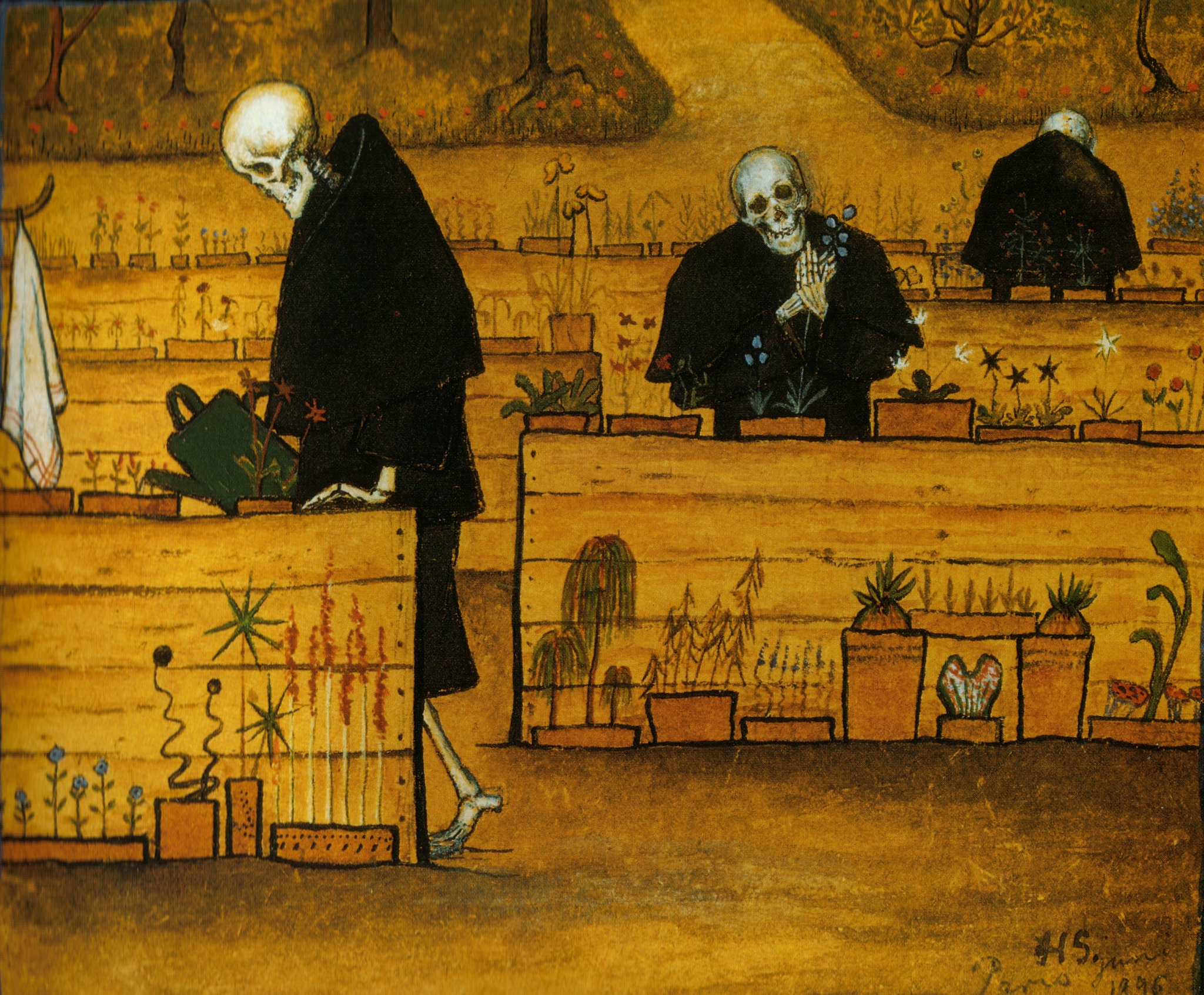
Сад смерті (акварель, 1896), Галерея Атенеум

Одним з улюблених сюжетів Сімберга був «Сад Смерті». Художник виконав цей твір у декількох варіантах, з яких найбільш відомими є акварель 1896 року в галереї Атенеум і фреска в кафедральному соборі Тампере (1904–1906). Фігури Смерті (три скелети в чорних шатах), навмисно плоскі, зайняті в чистилище сортуванням людських душ-рослин. Твір стилізовано майже до примітивізму.
Сюжет акварелі походить від середньовічної традиції, а примітивний стиль повинен нагадувати роботи майстрів готики. Сухий жовтий пісок оточує сад і створює фон для акварелі (у варіанті фрески жовтий колір істотно розбавлений зеленим). Людські душі зображені у вигляді рослин, що потребують постійного догляду, а сад представлений як місце, де смерть може висловити свої почуття. За однією з інтерпретацій, смерть є іншим обличчям любові, а квіти настільки тендітні, що не можуть витримати впливу цього почуття.

### Пейзажі

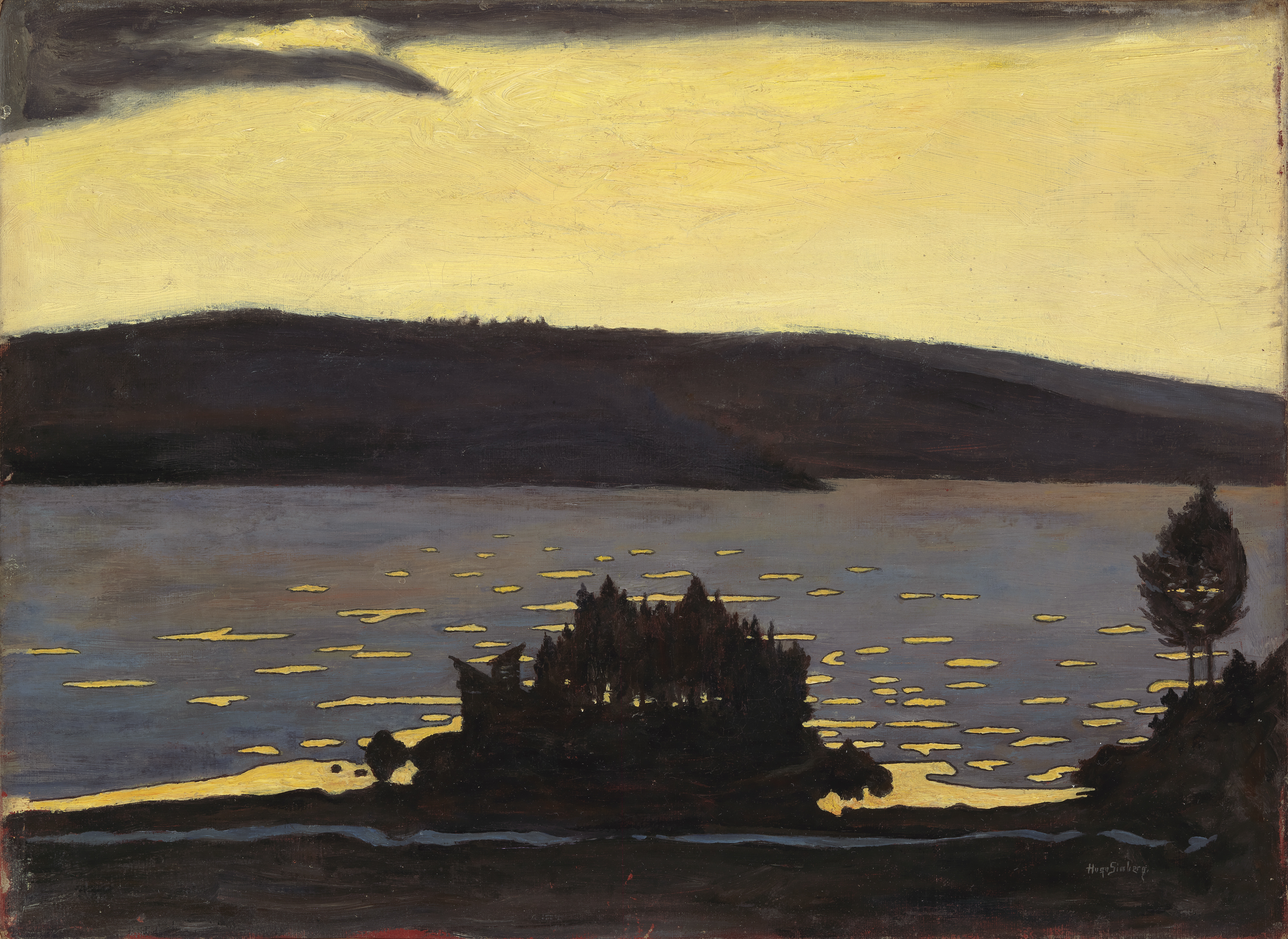
Весняний вечір в льодохід (1897), Галерея Атенеум

Важливе місце у творчості Сімберга займають пейзажі, які, як правило, не передають реальні риси місцевості і в цьому сенсі є уявними. Мета Сімберга — передати відчуття умиротворення природи. В цьому відношенні найбільш близьким до нього є художник північних країн — норвежець Харальд Солберг. Так, полотно «Весняний вечір в льодохід» зображує озеро поблизу Руовесі, але в той же час воно виражає і настрої самого художника. Картина була написана навесні 1897 року, відразу після смерті матері Сімберга, і кольору навмисно обрані різко контрастними, поєднання жовтого і чорного — це кольори сонця і ночі, в даному випадку символізують життя і смерть. Всі деталі пейзажу зосереджені на передньому плані. Можливо, острівець з деревами символізує переправу на іншу, темну сторону — у інший світ, а темна хмара додає пейзажу таємничості. Тим самим пейзаж являє собою фантастичний світ, у якому центральну роль відіграють образи життя і смерті.

### Розписи собору Іоанна Богослова в Тампере
Однією з основних робіт Сімберга є фрески, виконані (1904–1906) їм в кафедральному соборі святого Іоанна в Тампере (архітектор Ларс Сонк). Фрески були замовлені двом художникам-символістам, Сімбергу і більш старшому Магнусу Енкелю, за рекомендацією найвідомішого на той момент фінського художника, Альберта Едельфельта. Сімбергу і Енкелю була надана повна свобода творчості. Вони домовилися, що Енкель виконає розпис вівтарної частини, а Сімберг — всієї останньої церкви.

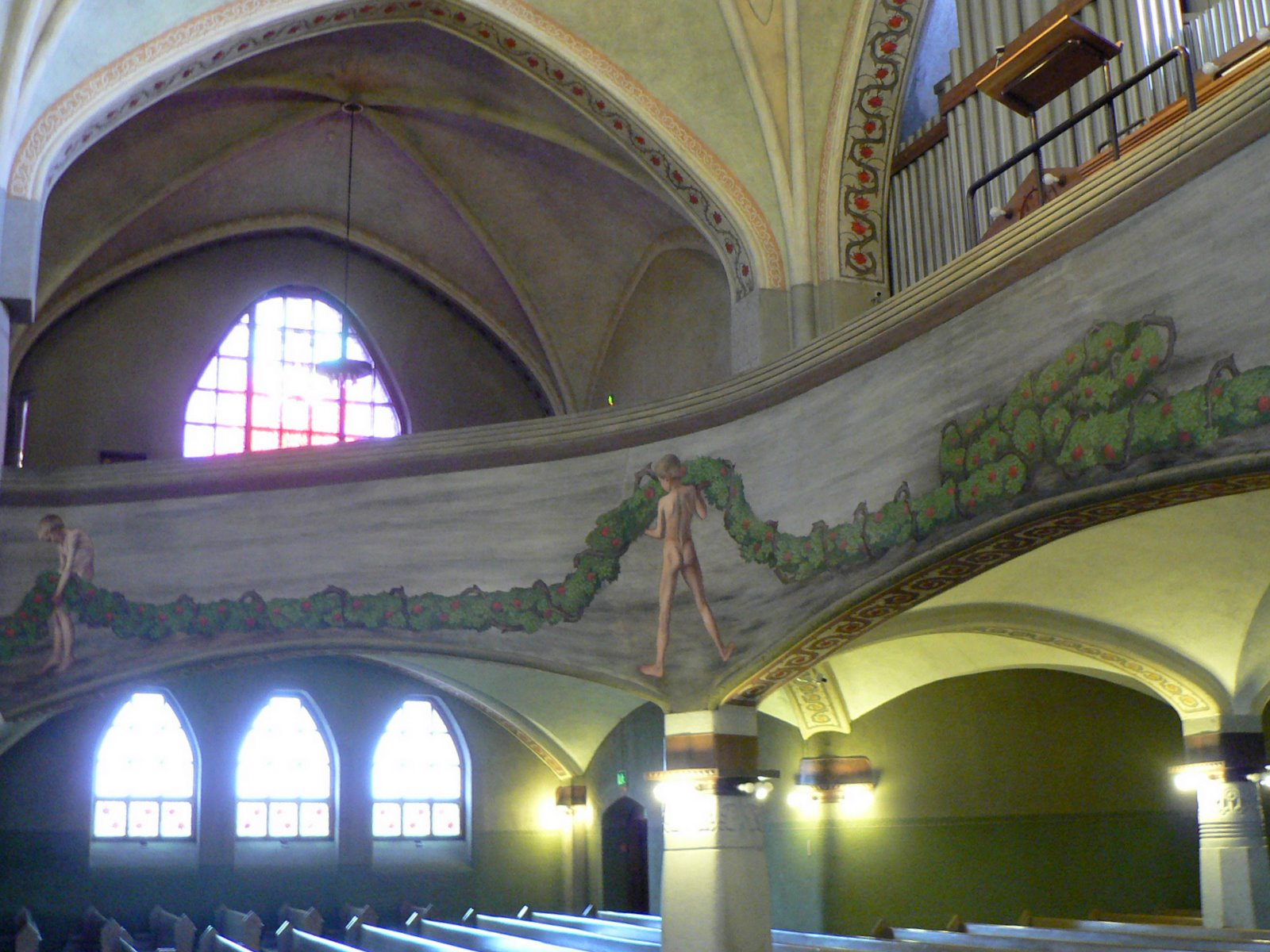
Деталь розпису собору святого Іоанна, Тампере (1904–1906)

У головному куполі собору Сімберг на червоному тлі зобразив змію з яблуком у роті, оточену опереними крилами. У звичайній інтерпретації вважається, що крила зображують ангелів, а фреска в цілому символізує перемогу добра над злом. На галереї собору зображені дванадцять фігур оголених хлопчиків, що тримають гірлянду. Гірлянда символізує життя (традиційна назва розпису — «Гірлянда життя»), а дванадцять хлопчиків, що нагадують фігурні композиції Фердинанда Ходлера — дванадцять апостолів. Хлопчики йдуть у бік лісу, написаного на обох кінцях підковоподібної композиції. В лісі стоїть дерево, на якому зображені одинадцять мов вогню і змія; також в лісі написана сорока. Мови вогню часто інтерпретуються як символ Святого Духа, змія — символ Іуди і дана йому замість полум'я. У фінській міфології сорока є символом сорому.

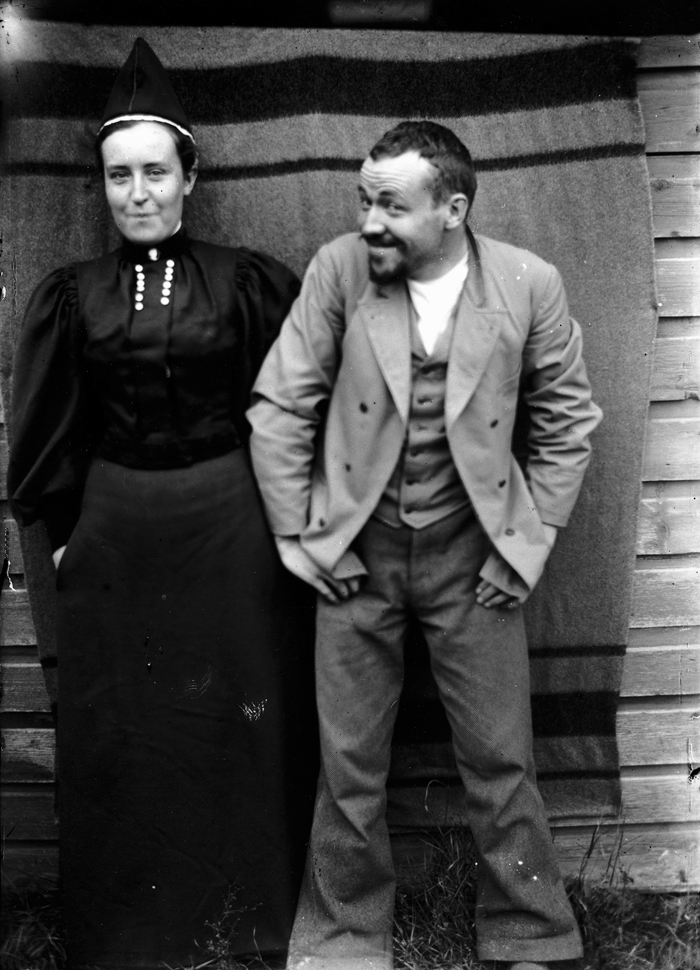
Гуго Сімберг із сестрою Блендою (1896), фотографія зроблена самим художником

На східній стіні Сімберг зобразив два найвідоміших сюжету своєї творчості — композиції «Сад смерті» і «Поранений янгол». Фреска «Поранений янгол» є повторенням полотна 1903 року з деякими варіаціями. Так, Сімберг додав фабричні труби на задній план пейзажу (відсилання до того факту, що Тампере був найбільшим індустріальним центром Фінляндії) і зробив берег озера нерівним, що саме й надає сюжету більше драматизму.
У частини церковного керівництва фрески викликали неприйняття, оскільки деякі з них не мали відношення до біблійних сюжетів, і їхня доля вирішувалася в останній момент перед відкриттям собору. Ні Сімберг, ні Енкель не прийшли на церемонію відкриття фресок. Вже після відкриття собору було створено спеціальну комісію для визначення, чи є зображення змії прийнятним для церкви. Згідно з рішенням комісії, прийнятим у травні 1907 року, змія була залишена. Питання знову піднімався в 1946 році, вже після смерті Сімберга, під час візиту єпископа.
Окрім фресок, Хуго Сімберг також виконав дизайн шести з семи вітражів собору: трьох в південній галереї (голуб — уособлення святого духа, біло-синій колір; Неопалима Купина, помаранчевий колір; Сонце) і трьох в північній (пелікан, що годує пташенят своєю кров'ю — символ причастя; а також два вікна, що зображують вершників Апокаліпсису — в одному кінь білий і кінь рудий, в іншому — кінь блідий і кінь вороною).

### Фотографія

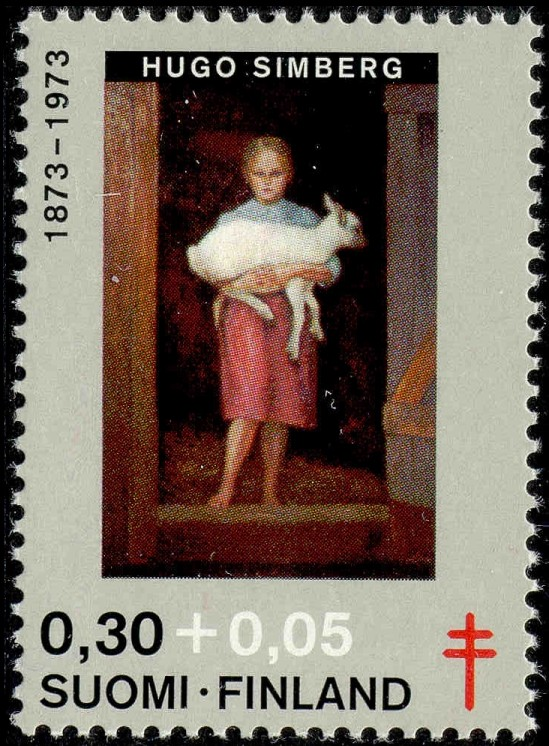
Поштова марка Фінляндії, присвячена 100-річчю з дня народження Сімберга

Сімберг був не тільки художником і графіком, а й фотографом. Він почав робити фотографії малого формату в 1895 році, і швидко зрозумів, що вони підкреслюють важливість світла і тіні і доповнюють його художня творчість. Художник не тільки використовував їх для підготовки етюдів, більшість його фотографій розглядаються як незалежні роботи, рівноправні з живописними і графічними творами.

## Вплив на культуру
Хуго Сімберг — один з найвідоміших фінських художників. Особливо популярною є його картина «Поранений Янгол», вона часто використовується для ілюстрацій і обкладинок.
У 1977 році про Сімберга було знято художній фільм «Нічний мороз» (фін. Halla), музику для якого написав Пекка Ялканен.
Фінський актор і режисер Вілле Курки написав театральний моноспектакль «Крила Хуго Сімберг» (фін. Hugo Simbergin siivet) тривалістю одну годину і десять хвилин.
Мотив картини «Поранений янгол» обіграний на початку відеокліпу «Amaranth» фінського метал-гурту Nightwish.